# Andersen Harbor
Der Andersen Harbor (spanisch Puerto Andersen) ist eine kleine Bucht vor der Westküste der Antarktischen Halbinsel. Er liegt inmitten der Melchior-Inseln des Palmer-Archipels und wird durch die konkave Westküste der Etainsel und dem nördlichen Ende der Omegainsel gebildet. Nach Westen grenzt er an die Meerenge The Sound, nach Osten ist er über den Borrowman-Kanal mit der Dallmann-Bucht verbunden.
Teilnehmer der britischen Discovery Investigations kartierten die Bucht im Jahr 1927. Vermutlicher Namensgeber ist Ole Andersen, Kapitän des Fabrikschiffs Svend Foyn, das für norwegische Walfangkampagnen in den Gewässern vor der Antarktischen Halbinsel operierte. Die Bucht wurde in den Jahren 1942, 1943 und 1948 durch Teilnehmer argentinischer Expeditionen vermessen.